# Brabants Volksorkest
Het Brabants Volksorkest is een Belgische groep die sinds 1978 in België volksmuziek maakt. Ze houdt zich, voornamelijk bezig met het begeleiden van dansen zoals: de krebbel,  de kolom, de bezemdans, contradansen, jigs, polka’s, walsen, mazurka’s, redowa’s, schottischen en kadrils. Het orkest heeft in de eerste veertig jaar van haar bestaan door de hele wereld getoerd. Het werd opgericht door Hubert Boone, die na dertig jaar de groep heeft verlaten. Sedertdien is Jos Debraekeleer de orkestleider.

## Het gezelschap bestaat in 2022 uit
- Christine Achten (dwarsfluit, piccolo, fijfer, kleppers),
- Rik Boone (viool, diatonische accordeon),
- Christel Borghlevens (klarinet, kleppers),
- Jos Debraekeleer (viool),
- Heidi Decreus (accordeon)
- Kris Sevenants (vlier, kleppers, slagwerk),
- Egide Vissenaekens (contrabas)